# Froland
Froland là một đô thị ở hạt Aust-Agder, Na Uy.
Froland đã được tách ra từ Øyestad năm 1850. Đô thị Mykland đã được nhập vào Froland ngày 1 tháng 1 năm 1967.
Đô thị này giáp Åmli về phía bắc, phía đông giáp Tvedestrand, phía nam giáp Arendal, Grimstad và Birkenes, phía tây giáp Evje og Hornnes và Bygland.
Tên gọi đô thị này (ban đầu là một giáo khu) được đặt theo nông trang cổ Froland (Norse Fróðaland), do nhà thờ đầu tiên đã được xây tại đây
Niels Henrik Abel, một nhà toán học lỗi lạc thế kỷ 19 đã qua đời tại Frolands tháng 4/1829 và đã được an táng tại nghĩa trang Froland.